# Nina Kulagina
Ninel' Sergeevna (Nina) Kulagina (in russo Нине́ль Серге́евна Кула́гина?; Leningrado, 30 luglio 1926 – aprile 1990) è stata una donna russa dotata di poteri paranormali quali la psicocinesi.
Vennero compiute numerose ricerche in URSS negli ultimi venti anni della sua vita.
Durante la Guerra Fredda, alcuni filmati in bianco e nero e senza sonoro di lei che muoveva, apparentemente senza contatto fisico, degli oggetti su un tavolo di fronte a lei causarono molto fermento nell'ambiente dei ricercatori sui fenomeni paranormali.
Nina Kulagina affermava di necessitare di un periodo di meditazione per eliminare tutti i pensieri per poter manifestare i suoi poteri. Una volta concentratasi, sosteneva di provare un forte dolore alla spina dorsale e che la sua vista si annebbiava.
Uno dei più conosciuti esperimenti ebbe luogo in un laboratorio di San Pietroburgo il 10 marzo 1970. Secondo alcune fonti, Nina Kulagina sarebbe riuscita a influenzare il battito cardiaco di una rana, rendendolo più rapido, poi più lento fino a fermarlo; in realtà la rana era già morta e il cuore era stato posto in una campana di vetro; l'andamento del battito ricalcò i naturali battiti che il cuore della rana continua a eseguire anche dopo la morte, per alcuni minuti, e la Kulagina si limitò ad attenderne la fine senza determinarla.
Alla fine degli anni 70, un attacco cardiaco molto forte obbligò Nina Kulagina a diminuire le proprie attività. Secondo il rapporto del dottor Zverev, il suo battito cardiaco era irregolare, aveva un livello molto alto di zuccheri nel sangue e il suo sistema endocrino aveva dei disturbi. Nel lungo periodo soffrì di dolori agli arti, mancanza di coordinazione e capogiri.

## Critiche
Molte persone e organizzazioni autorevoli in materia, come James Randi ed il Comitato italiano per il controllo delle affermazioni sul paranormale (CICAP), hanno espresso il loro scetticismo, sottolineando come gli ambienti non controllati (come stanze d'albergo) in cui venivano svolte le prove e i lunghi tempi di preparazione potessero lasciare spazio a potenziali trucchi.
Molti degli esperimenti potrebbero, secondo gli scettici, essere dei semplici giochi di prestigio, ottenuti con l'ausilio di fili nascosti, piccoli pezzi di metallo magnetico o con specchi. Durante queste prove non era poi presente alcun esperto di illusionismo capace di controllare.